# David Kent (historiador)
David Cyril Kent (Perth, Australia, 3 de febrero de 1941) es un historiador y crítico musical australiano, así como escritor sobre la cultura pop. Es conocido por haber elaborado el Kent Music Report, la primera lista de éxitos musicales semanales de sencillos y álbumes de Australia, compiladas desde mayo de 1974 hasta 1996.
Estos informes musicales consistían en un listado de las 100 mejores posiciones en las listas nacionales de sencillos y álbumes del país, cambiando su nombre en 1987 Australian Music Report. El Kent Music Report fue utilizado por la Asociación Australiana de la Industria Discográfica (ARIA) como sus listas oficiales desde mediados de 1983 hasta julio de 1988, cuando ARIA desarrolló su propia lista interna.
Kent continuó publicando su Australian Music Report semanalmente hasta enero de 1999. En 1993, recopiló sus listados en un libro, Australian Chart Book, 1970–1992, seguido de Australian Chart Book (1940–1969) en 2005, Australian Chart Book (1993–2005) en 2006, The Australian top 20 book (1940–2006) en 2007 y Australian Chart Chronicles (1940–2009) en 2009.